# Moderkäfer
Die Moderkäfer (Latridiidae) stellen eine Familie der Käfer dar.

## Merkmale
Die Käfer sind mit einer Körpergröße von nur 0,25 bis 3,2 Millimetern sehr klein und leben gut versteckt und sind überall dort zu finden, wo Schimmelpilze und deren Sporen zu finden sind, die ihnen als Nahrung dienen. Deswegen sind die meisten Moderkäfer mycetobiont (von Pilzen abhängig).

## Lebensweise
Die Tiere leben in vielen verschiedenen Bereichen, wie z. B. in Heu- und Strohhaufen, in vertrockneten Pflanzenteilen, in Laub und Mulm von Wäldern, unter Rinde, in Vogelnestern, aber auch in Kellern und Wohnungen z. B. hinter feuchter Tapete.

## Systematik
Sie kommen weltweit mit ca. 1.000 Arten in 29 Gattungen vor, von denen 189 Arten und Unterarten in Europa beheimatet sind.

### Familie Latridiidae

#### UnterfamilieCorticariinae
- Corticaria
- Corticarina
- Cortinicara
- Melanophthalma (M. rhenana)
- Migneauxia

#### UnterfamilieLatridiinae
- Adistemia
- Cartodere (C. nodifer)
- Dienerella (D. filum)
- Enicmus
- Latridius
- Metophthalmus
- Revelieria
- Stephostethus
- Thes